# De litteris colendis
La Epistola de litteris colendis (en latín, lit., «Sobre el estudio de las letras») es una reconocida carta dirigida por el emperador Carlomagno al abad Baugulfo de Fulda, probablemente escrita entre 780 y 796, aunque la fecha exacta es todavía debatible. La carta es un testimonio muy importante de las reformas educativas carolingias durante el Renacimiento carolingio de finales del siglo VIII al siglo IX. La misiva muestra el interés del emperador Carlomagno en promover el aprendizaje y la educación en su imperio.
La copia más antigua de esta carta se data en el siglo VIII. Otras versiones la fechan hacia al siglo XI. El más antiguo de los dos manuscritos supervivientes se localiza en Wurzburgo y muestra el texto original dirigido al abad Baugulfo. El manuscrito más reciente (Metz, bibl. mun., 4.o nr. 226; saec. XI, quemado en 1945), cuyo texto se preservó en ediciones antiguas, es la versión revisada ofrecida por el obispo Angilram de Metz († 791), que fue el encargado de la posterior difusión.
La Epistola de litteris colendis es la fuente más temprana, y una de las más importantes, que promueve el avance de reformas educativas por todas partes del imperio de Carlomagno. Fue seguida por la más detallada Admonitio generalis.
En la carta, Carlomagno expresa su preocupación sobre la alfabetización de monjes y sacerdotes, muchos de los cuales eran analfabetos o solo parcialmente cultos. Carlomagno expresa preocupación porque su  pobre alfabetización les puede llevar a cometer errores o interpretar la Biblia y las Escrituras incorrectamente.

## Autoría
La bien sabida carta está dirigida por el emperador Carlomagno, también conocido como Carlos I. Carlomagno se convirtió en rey de los francos en el 768 y en rey de Italia en 774. Más tarde se convirtió en emperador del Imperio carolingio. Carlomagno continuóó la política de su padre Pipino el Breve con el papado y se veía como su protector. La admiración de Carlomagno por aprender centró su interés en la formación. Animó a sus hijos a ser bien educados y estudió con Pedro de Pisa, Alcuino de York, y Eginardo. La mayor debilidad de Carlomagno aun así, según Eginardo, era su incapacidad para escribir. Incluso su capacidad de leer se ha  puesto en cuestión.
Esta carta fue presumiblemente escrita por Alcuino de York, no por el mismo Carlomagno. Alcuino fue el profesor de Carlomagno en retórica, lógica, y astronomía. Alcuino escribió varios tratados teológicos y filosóficos. El director de la escuela palatina en Aachen por ese tiempo, fue animado por Carlomagno para introducir la minúscula carolingia, una escritura que estandarizaba el alfabeto latino para que fuera reconocido por las clases cultas de una y otra región. La carta se argumenta que contiene elementos literarios alcuinistas, evidenciando la fuerte influencia de Alcuino.

## Contenido/Resumen
De litteris colendis es el segundo documento carolingio en apremiar la formación de escuelas. El alcance de la enseñanza recomendada sugiere una visión más amplia que la ofrecida en la Admonitio generalis. Aquí el texto abarca todo el antiguo aprendizaje y la comprensión completa de la Biblia como un objetivo principal.
En la carta, Carlomagno expresa sus puntos de vista sobre el conocimiento y la conducta, afirmando que debido a que el conocimiento precede a la conducta, las personas deben estudiar las metas que desea lograr sin cometer ningún error.  Los hombres deben evitar los errores y evitarlos a toda costa para que estas personas elegidas puedan convertirse en sirvientes de la verdad. Carlomagno refiere que la mente y la lengua no tienen educación debido a la negligencia del estudio y, por lo tanto, no pueden expresar la verdad en las cartas. A Carlomagno le preocupa que la falta de habilidades literarias en los monjes y sacerdotes en el momento pueda conducir a una falta de comprensión de las Sagradas Escrituras.  Los errores de comprensión son un peligro mayor que los errores de expresión porque el malentendido de las Sagradas Escrituras puede resultar en un castigo divino, como la condenación. Carlomagno anima a estos soldados de la iglesia a no descuidar nunca el estudio de las cartas para descubrir correctamente los significados de las Escrituras. Los que enseñan a los escribanos se eligen para ello debido a su habilidad para aprender e instruir a otros. La opinión de Carlomagno sobre la enseñanza muestra su preocupación por la educación de los monjes y sacerdotes en ese momento y abogó por la necesidad de una mejor comprensión de la fuente original, la Biblia.  Al final de la carta, Carlomagno desea que esta carta se extienda a todos los monasterios y llegue a manos de otros obispos.

La sabiduría para entender las Sagradas Escrituras podría ser mucho menor de lo que debería ser. Y todos sabemos bien que, aunque los errores del habla son peligrosos, mucho más peligrosos son los errores de comprensión.
Emperador Carlomagno, De Litteris Colendis

## Trasfondo
Las opiniones de Carlomagno sobre la educación que se muestran en esta carta, entre muchas obras, alientan a los maestros de las escuelas carolingias a aprovechar la oportunidad de enseñar muchas obras antiguas, libros como el De nuptiis Philologiae et Mercurii de Marciano Capella y el De institutione musica de Boecio. La carta fue escrita en un momento que vio la organización y transformación del reino franco en un estado cristiano grande. La cultura cristiana nueva dentro del reino carolingio fue adquirida con relativa facilidad porque escritores cristianos tardoantiguos sugirieron varias maneras de integrar artes seculares en la educación cristiana. Carlomagno quería controlar y supervisar una fuerte relación entre los estados de aprendizaje y la fe cristiana. De litteris colendis, junto con Admonitio generalis, es una declaración de la fe y las obligaciones religiosas del rey. Después de la expansión del reino carolingio, Carlomagno reconoció la necesidad para reformar para promover el uso correcto de lengua latina y la comprensión correcta de la fe y los textos cristianos. Esta era una forma de mejorar la identidad franca. La alfabetización fue exigida y recompensada durante el reinado de Carlomagno.
Alcuino, el supuesto autor de la misiva, expresó opiniones sobre el intrínseco valor cristiano de las artes liberales que no fueron ampliamente aceptadas por muchos. Aun así, Alcuino influyó en algunos de los más sofisticados pensadores carolingios de la primera mitad del siglo IX. La carta original de Carlomagno probablemente fue escrita a Baugulfo, pero el texto llegaría a Baugulfo en un momento posterior a la fecha de su escritura.
La capacidad de leer y escribir no era muy común en el Reino franco a fines del siglo VIII, y Carlomagno quería crear un sistema educativo para proporcionar capacitación a futuros administradores tanto en el ámbito sagrado como en el secular.  Alcuino, junto con Paulinos de Aquilea, Pedro de Pisa, Teodulfo de Orleans era uno de muchos intelectuales invitados por Carlomagno para implementar el programa del rey sobre la reforma educativa. Alcuino fue nombrado para asumir la dirección de la escuela palatina. El programa de Alcuino se refleja en el programa establecido en San Martín de Tours, donde Alcuino puso énfasis en la escritura, la lectura, y la gramática; elementos que la Epistola de litteris colendis defendía contundentemente. La existencia de la escuela palatina se ha puesto en cuestión.

## Datando la carta
Muchos historiadores suponen que la carta fue enviada directamente a un arzobispo desconocido basándose en las menciones de los obispos, pero el abad podría muy bien ser el destinatario real de esta carta. La carta pertenece a la tradición del humanismo anglosajón. La solicitud al final de la carta se extiende a los monjes como clérigos menores. Luitpold Wallach argumenta que las similitudes coincidentes con el contenido del Capitulare Francofurtense en esta carta sugieren 794 como el año más temprano posible cuando se escribió esta carta a Baugulfo. La carta también es paralela a una carta escrita por Alcuino a Fulda después de 800. Debido a la carta de Alcuino a Fulda desde Tours en una fecha posterior, esto significaría que De litteris colendis no podría haberse escrito en un momento en que Alcuino estaba ya en San Martín en Tours. Más específicamente, la carta dirigida a Baugulfo probablemente se escribió entre junio de 794, el período entre el Sínodo de Frankfurt y 796, con la llegada de Alcuino como abad de San Martín en Tours. Otra fecha posible de la carta sería como pronto el 784/5.